# 布里蒂斯 (米納斯吉拉斯州)
布里蒂斯是巴西米纳斯吉拉斯州的一个市镇。总面积5219.469平方公里，总人口21472人，人口密度4.1人/平方公里。